# Rajamäki
Rajamäki är en tätort (finska: taajama) i Nurmijärvi kommun och Hyvinge stad (kommun) i landskapet Nyland i Finland. Vid tätortsavgränsningen den 31 december 2021 hade Rajamäki 7 415 invånare och omfattade en landareal av 15,99 kvadratkilometer.